# Чарноврон
Чарноврон (пол. Czarnowron) — польский дворянский герб.

## Описание
В голубом поле золотой кавалерский крест на серебряной подкове; на кресте ворон, готовый к полету, вправо, с золотым во рту перстнем; под подковою серебряный брусок. В навершии шлема пять страусовых перьевъ. Герб Чарноврон Фиалковского внесен в Часть 1 Гербовника дворянских родов Царства Польского, стр. 208.

## Герб используют
Герб вместе с потомственным дворянством пожалован Директору Варшавского Повивального Института и Члену Медицинского Совета Доктору Медицины и Хирургии Игнатию Варфоломееву сыну Фиалковскому, Высочайшею Грамотою Императора и Царя НИКОЛАЯ I, в 10 (22) день Декабря 1840 года данною, на основании пункта 2-го статьи 6-й Положения о Дворянстве 1836 года.